# Babakan Sari (Plered)
Babakan Sari is een bestuurslaag in het regentschap Purwakarta van de provincie West-Java, Indonesië. Babakan Sari telt 2795 inwoners (volkstelling 2010).